# ساوا ۷۶۷۷
سیارک ۷۶۷۷ (به انگلیسی: 7677 Sawa، نامگذاری:1995YP3) هفت هزار و ششصد و هفتاد و هفتمین سیارک کشف شده‌است که در ۲۷ دسامبر ۱۹۹۵ کشف شد.
قدر مطلق سیارک برابر ۲۰.۴ است.